# Gerolamo Assereto
Gerolamo Assereto (Recco, 1543 - Génova, 15 de março de 1627) foi o 87.º Doge da República de Génova.

## Biografia
Segundo fontes históricas, o seu mandato de dois anos foi, em geral, "normal" e pacífico; como Doge trabalhou para o fortalecimento das posições defensivas, especialmente no golfo de La Spezia, e na gestão da renovação da marinha genovesa. Durante o período de dois anos, entretanto, algumas discordâncias foram relatadas com o Ducado de Saboia relativamente a algumas possessões na fronteira, assim como com o Grão-Ducado da Toscana e com o Governador de Milão. Terminado o mandato a 23 de março de 1609, ele ainda foi escolhido e chamado para ocupar alguns cargos públicos importantes, como a chefia do magistrado da guerra. Assereto faleceu em Génova no dia 15 de março de 1627.